# Campionati svizzeri di sci alpino 2011
I Campionati svizzeri di sci alpino 2011 si sono svolti a Lenzerheide e a Sankt Moritz dal 21 al 27 marzo. Il programma ha incluso gare di discesa libera, supergigante, slalom gigante, slalom speciale e supercombinata, tutte sia maschili sia femminili.
Oltre agli sciatori svizzeri, hanno potuto concorrere al titolo anche gli sciatori di nazionalità liechtensteinese, mentre gli atleti delle altre federazioni, pur prendendo parte alle competizioni, potevano ottenere solo prestazioni valide ai fini del punteggio FIS.

## Risultati

### Uomini

#### Discesa libera
| Pos. | Atleta            | Nazione  | Tempo   |
| ---- | ----------------- | -------- | ------- |
| 1    | Didier Cuche      | Svizzera | 1:31,68 |
| 2    | Marc Berthod      | Svizzera | 1:32,09 |
| 3    | Patrick Küng      | Svizzera | 1:32,15 |
| 3    | Thomas Singer     | Svizzera | 1:32,15 |
| 5    | Beat Feuz         | Svizzera | 1:32,17 |
| 5    | Vitus Lüönd       | Svizzera | 1:32,17 |
| 7    | Ambrosi Hoffmann  | Svizzera | 1:32,23 |
| 8    | Christian Spescha | Svizzera | 1:32,72 |
| 9    | Nils Mani         | Svizzera | 1:32,77 |
| 10   | Ralf Kreuzer      | Svizzera | 1:32,78 |
| 10   | Justin Murisier   | Svizzera | 1:32,78 |

Data: 24 marzo

Località: Sankt Moritz

#### Supergigante
| Pos. | Atleta              | Nazione  | Tempo   |
| ---- | ------------------- | -------- | ------- |
| 1    | Mauro Caviezel      | Svizzera | 1:20,01 |
| 1    | Christian Spescha   | Svizzera | 1:20,01 |
| 3    | Thomas Singer       | Svizzera | 1:20,05 |
| 4    | Justin Murisier     | Svizzera | 1:20,08 |
| 5    | Patrick Küng        | Svizzera | 1:20,16 |
| 6    | Nils Mani           | Svizzera | 1:20,20 |
| 7    | Ralf Kreuzer        | Svizzera | 1:20,23 |
| 8    | Beat Feuz           | Svizzera | 1:20,26 |
| 9    | Tobias Grünenfelder | Svizzera | 1:20,54 |
| 10   | Beat Gafner         | Svizzera | 1:20,82 |

Data: 25 marzo

Località: Sankt Moritz

#### Slalom gigante
| Pos. | Atleta          | Nazione  | Tempo   |
| ---- | --------------- | -------- | ------- |
| 1    | Reto Schmidiger | Svizzera | 1:57,07 |
| 2    | Carlo Janka     | Svizzera | 1:57,23 |
| 3    | Sandro Jenal    | Svizzera | 1:57,58 |
| 4    | Marc Berthod    | Svizzera | 1:57,94 |
| 5    | Manuel Pleisch  | Svizzera | 1:58,31 |
| 6    | Beat Feuz       | Svizzera | 1:58,41 |
| 7    | Marc Gini       | Svizzera | 1:58,49 |
| 8    | Thomas Tumler   | Svizzera | 1:58,60 |
| 9    | Justin Murisier | Svizzera | 1:58,81 |
| 10   | Amaury Genoud   | Svizzera | 1:59,19 |

Data: 26 marzo>

Località: Lenzerheide

#### Slalom speciale
| Pos. | Atleta              | Nazione  | Tempo   |
| ---- | ------------------- | -------- | ------- |
| 1    | Reto Schmidiger     | Svizzera | 1:28,00 |
| 2    | Justin Murisier     | Svizzera | 1:28,95 |
| 3    | Martin Stricker     | Svizzera | 1:29,32 |
| 4    | Patrick Bechter     | Austria  | 1:29,43 |
| 5    | Marc Berthod        | Svizzera | 1:29,67 |
| 6    | Markus Vogel        | Svizzera | 1:29,80 |
| 7    | Sandro Boner        | Svizzera | 1:30,20 |
| 8    | Mauro Caviezel      | Svizzera | 1:30,49 |
| 9    | Ramon Zenhäusern    | Svizzera | 1:30,58 |
| 10   | Gabriel Anthamatten | Svizzera | 1:31,52 |

Data: 27 marzo

Località: Lenzerheide

#### Supercombinata
| Pos. | Atleta                | Nazione  | Tempo   |
| ---- | --------------------- | -------- | ------- |
| 1    | Beat Feuz             | Svizzera | 2:14,65 |
| 2    | Mauro Caviezel        | Svizzera | 2:14,84 |
| 3    | Justin Murisier       | Svizzera | 2:15,05 |
| 4    | Marc Berthod          | Svizzera | 2:15,19 |
| 5    | Christian Spescha     | Svizzera | 2:15,47 |
| 6    | Marc Gisin            | Svizzera | 2:15,64 |
| 7    | Thomas Singer         | Svizzera | 2:15,82 |
| 8    | Bernhard Niederberger | Svizzera | 2:16,03 |
| 9    | Ami Oreiller          | Svizzera | 2:16,09 |
| 10   | Samuel Antonin        | Svizzera | 2:16,92 |

Data: 23 marzo

Località: Sankt Moritz

### Donne

#### Discesa libera
| Pos. | Atleta               | Nazione  | Tempo   |
| ---- | -------------------- | -------- | ------- |
| 1    | Marianne Abderhalden | Svizzera | 1:36,24 |
| 2    | Wendy Holdener       | Svizzera | 1:36,26 |
| 3    | Fränzi Aufdenblatten | Svizzera | 1:36,40 |
| 4    | Jasmine Flury        | Svizzera | 1:36,47 |
| 5    | Corinne Suter        | Svizzera | 1:36,52 |
| 6    | Martina Schild       | Svizzera | 1:36,79 |
| 7    | Priska Nufer         | Svizzera | 1:37,00 |
| 8    | Denise Feierabend    | Svizzera | 1:37,07 |
| 9    | Carolina Ruiz        | Spagna   | 1:37,35 |
| 10   | Jasmin Rothmund      | Svizzera | 1:37,68 |

Data: 23 marzo

Località: Sankt Moritz

#### Supergigante
| Pos. | Atleta               | Nazione       | Tempo   |
| ---- | -------------------- | ------------- | ------- |
| 1    | Jasmine Flury        | Svizzera      | 1:24,47 |
| 2    | Marianne Abderhalden | Svizzera      | 1:24,48 |
| 3    | Martina Schild       | Svizzera      | 1:24,76 |
| 4    | Denise Feierabend    | Svizzera      | 1:25,20 |
| 5    | Priska Nufer         | Svizzera      | 1:25,62 |
| 6    | Corinne Suter        | Svizzera      | 1:26,14 |
| 7    | Jasmin Rothmund      | Svizzera      | 1:26,16 |
| 8    | Michelle Gisin       | Svizzera      | 1:26,43 |
| 9    | Jasmina Suter        | Svizzera      | 1:26,45 |
| 10   | Vanessa Schädler     | Liechtenstein | 1:26,50 |

Data: 25 marzo

Località: Sankt Moritz

#### Slalom gigante
| Pos. | Atleta               | Nazione       | Tempo   |
| ---- | -------------------- | ------------- | ------- |
| 1    | Tina Weirather       | Liechtenstein | 2:05,89 |
| 2    | Célia Bournissen     | Svizzera      | 2:06,18 |
| 3    | Wendy Holdener       | Svizzera      | 2:06,31 |
| 4    | Kathrin Fuhrer       | Svizzera      | 2:06,62 |
| 5    | Célina Hangl         | Svizzera      | 2:06,70 |
| 6    | Fränzi Aufdenblatten | Svizzera      | 2:07,62 |
| 7    | Fabienne Janka       | Svizzera      | 2:07,84 |
| 8    | Marianne Abderhalden | Svizzera      | 2:08,06 |
| 9    | Priska Nufer         | Svizzera      | 2:08,17 |
| 10   | Jasmine Flury        | Svizzera      | 2:08,21 |

Data: 27 marzo

Località: Lenzerheide

#### Slalom speciale
| Pos. | Atleta           | Nazione       | Tempo   |
| ---- | ---------------- | ------------- | ------- |
| 1    | Esther Good      | Svizzera      | 1:29,63 |
| 2    | Marina Nigg      | Liechtenstein | 1:31,04 |
| 3    | Wendy Holdener   | Svizzera      | 1:31,41 |
| 4    | Rebecca Bühler   | Liechtenstein | 1:31,66 |
| 5    | Célina Hangl     | Svizzera      | 1:31,67 |
| 6    | Michelle Gisin   | Svizzera      | 1:31,89 |
| 7    | Jasmin Rothmund  | Svizzera      | 1:32,14 |
| 8    | Jessica Pünchera | Svizzera      | 1:32,63 |
| 9    | Karen Persyn     | Belgio        | 1:32,75 |
| 10   | Rina Müller      | Svizzera      | 1:33,05 |

Data: 26 marzo

Località: Lenzerheide

#### Supercombinata
| Pos. | Atleta               | Nazione  | Tempo   |
| ---- | -------------------- | -------- | ------- |
| 1    | Marianne Abderhalden | Svizzera | 2:22,70 |
| 2    | Denise Feierabend    | Svizzera | 2:23,44 |
| 3    | Wendy Holdener       | Svizzera | 2:23,91 |
| 4    | Jasmin Rothmund      | Svizzera | 2:25,19 |
| 5    | Andrea Thürler       | Svizzera | 2:25,33 |
| 6    | Jasmine Flury        | Svizzera | 2:25,46 |
| 7    | Priska Nufer         | Svizzera | 2:25,64 |
| 8    | Michelle Gisin       | Svizzera | 2:25,71 |
| 9    | Andrea Jardí         | Spagna   | 2:26,55 |
| 10   | Carolina Ruiz        | Spagna   | 2:26,58 |

Data: 24 marzo

Località: Sankt Moritz